# Óriás útifű
Az óriás útifű (Plantago maxima) az útifűfélék családjába tartozó, Magyarországon fokozottan védett növény:
100 000.

## Elterjedés, élőhely
Szibériában keleten az Angara, nyugaton az Ob folyótól a Szariarkán keresztül az Alsó-Don és Felső-Dnyeper folyókig fordul elő. Elsőként Grigorev 1958-ban írta le a faj areáját.
A pannóniai régióban és az Erdélyi-medencében előforduló populációk izolált, area peremi populációk. Máthé (1940) és Soó (1968) szerint is a faj Magyarországon posztglaciális reliktumként fordul elő.
Újabban Bulgária nyugati részén is megtalálták a fajt.

### Magyarországon
Magyarországon elsőként Kitaibel Pál ad hírt a Rákos menti, Pusztaszabolcs közelében lévő, Szeged környéki és Turjánvidéki előfordulásokról. Az 1850-es években megfigyelték Kisújszállás határában, majd az 1860-as években Anton Kerner említi leírásában több más lápréti fajjal együtt a Rákos menti előfordulását. 1902-ben Thaisz Lajos a Magyar Botanikai Lapok-ban az ország egyik legnagyobb ritkaságának nevezi, beszámol a cikkben a Rákos menti élőhelyek művelés alá vétele miatt történt élőhely eltűnésről, ennek következtében a faj ritkulásáról.
1911-ben Tolnában talál rá Hollós László 2 ponton.
Boros Ádám, a faj legnagyobb hazai ismerője az 1920-30-as években a Turjánvidéken lévő állományokról évről évre beszámolót készít, mely térképen is bemutatja az állomány csökkenését.
Magyarországon 1950-ben Inárcs mellett Bánó Lehel jegyzi fel utoljára a faj előfordulását, a többi lelőhelyen ekkor már nem találták meg.
1992-ben a Turjánvidéken ezer fajt meghaladó populációját találták meg, majd 1997-ben egy újabb nagyobb és 2002-ben egy kisebb állományát a vidéken védett láp területén. A korábban feljegyzett lelőhelyekről viszont teljesen eltűnt. 
A védett terület kezelését jól tűri, egyedszámnövekedés figyelhető meg.
Az óriás útifű termőhelyi igénye vályogos, nedves, pangóvizes terültek, ahol sótartalom is jelen van.

### Romániában
Romániában Nagyszeben környékén írta le 1978-ban 4 lelőhelyét Erika Schneider-Binder, de ezeket később már nem találták meg, ahogyan az élőhely is nagymértékben átalakult. Románia délnyugati részén, Coțofenii din Față település közelében 2000-ben feljegyezték a faj jelenlétét, de ez a találat nem volt részletesen dokumentálva, és 2006-ban nem találták meg a populációt a területen.

### Bulgáriában
Bulgária nyugati részén, Tsruklevtsi településtől keletre 2007-ben egy projekt keretében újonnan megjelent fajként jegyezték fel az országban egy 800-1000 egyedből álló populációját.

## Jellemzése
60–100 cm magas évelő, lágy szárú növény. Levelei tőállóak, tojásdadok vagy lándzsásak, 15–25 cm hosszúak, 8–15 cm szélesek. A levélváll nyélbe keskenyedő, a levélszél ép vagy ritkán fogazott, a levél csúcsa tompa vagy röviden kihegyezett. Levélnyele egyenlő hosszú vagy hosszabb a lemeznél.
A tőkocsány barázdált, szőrözött. Virágzata 8-12 (-20) cm hosszú, 1 cm vastag tömött füzér. A virágok fehérek vagy rózsaszínesek, a porzószálak kiállnak a virágból. Júniustól augusztusig virágzik, a termés 3–4 mm hosszú 4 magvú tok.

### Összetéveszthetőség
Hasonló kinézetű fajok az alacsony pozdor (Scorzonera humilis), és a réti útifű (Plantago media) nagyobb példányai. A Plantago media var. urvelliana-hoz különösen hasonló, de élőhelyük különbözik. .